# Autostrada A66 (Franța)
Autostrada A66 (numită L'Ariégeoise) este o autostradă care leagă orașele Villefranche-de-Lauragais și Pamiers, situate în departamentele franceze Haute-Garonne și Ariège. Mai larg, această șosea permite conexiunea dintre Toulouse și departamentul Ariège, evitând tranzitul pe drumul național 20.
La nord, autostrada începe de la autostrada A61, la 30 km de aglomerația toulousană în direcția Carcassonne. La sud, se termină pe drumul național 20, care continuă ca drum rapid cu carosabile separate de la Pamiers spre Foix, până la Tarascon-sur-Ariège. Autostrada are o lungime de 39 km.
Decisă la sfârșitul anilor 1980 și inaugurată în 2002 după trei ani de lucrări, autostrada A66 face parte din axa Paris - Orléans - Limoges - Toulouse - Barcelona și reprezintă o prelungire a autostrăzii A20, al cărei nume l-a purtat în faza pregătitoare a proiectului, deși se află la cel puțin 75 km distanță de aceasta. Autostrada permite degrevarea drumului național 20 de traficul cu origine și destinație în Ariège și facilitează schimburile între acest departament și Toulouse, precum și spre principatul Andorra. Traficul său rămâne redus.
Este o autostradă concesionată, exploatată de compania ASF („zona Centru”), filială a grupului Vinci Autoroutes. Pe A66 funcționează postul Radio Vinci Autoroutes (107.7 FM).

## Istorie

### Geneza

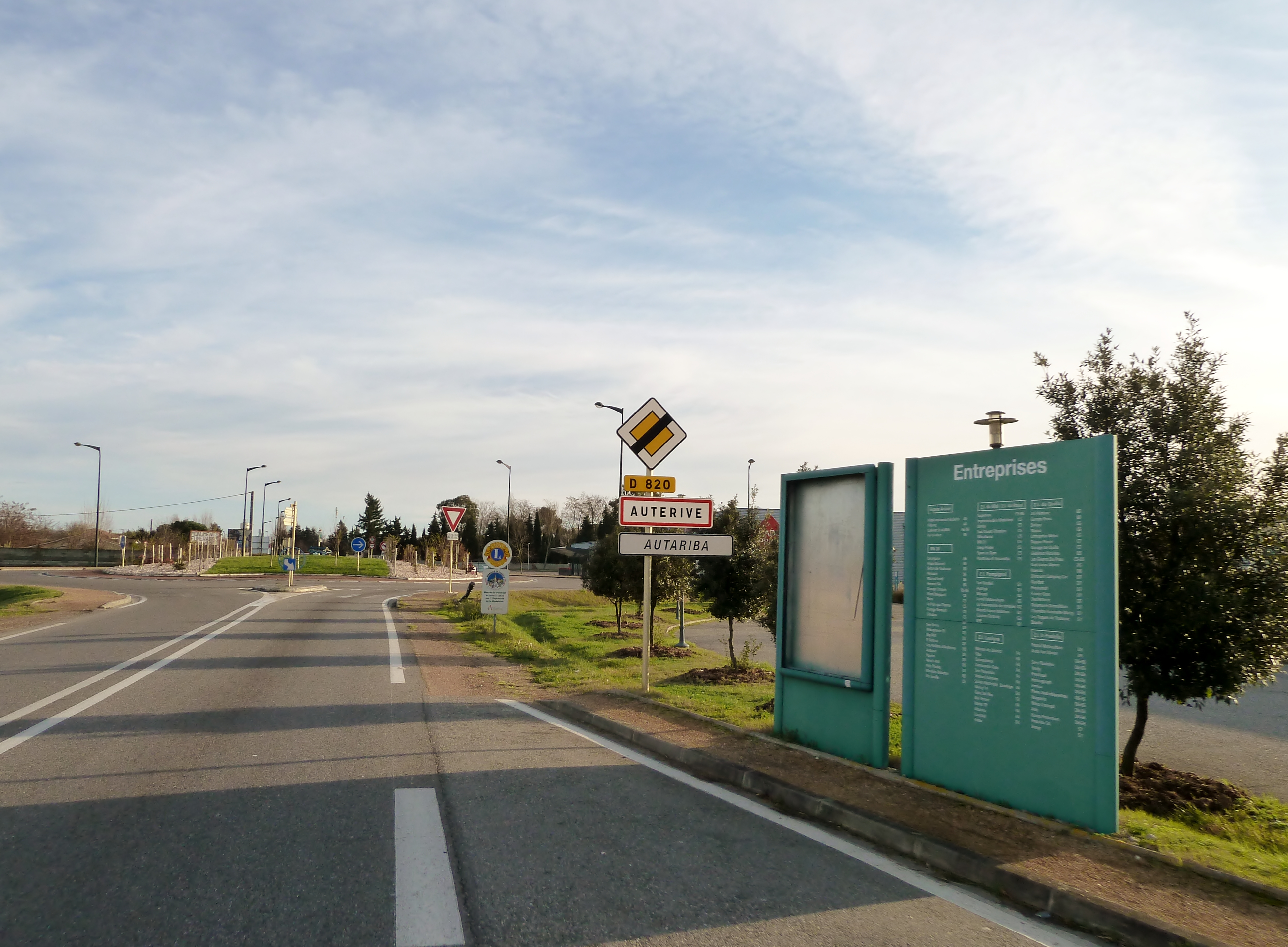
Intrarea pe vechiul drum național 20 la Auterive (Haute-Garonne), la sud de Toulouse.

Ideea unei legături autorutiere care să unească Toulouse de Ariège a apărut în anii 1980. Aceasta a fost menționată oficial în cadrul Comitetului interministerial de amenajare și dezvoltare a teritoriului din 17 noiembrie 1988, care a formalizat obiectivul unei autostrăzi între Toulouse și Pamiers. La acea vreme, principiul adoptat prevedea o șosea care să dubleze drumul național 20, urmând același ax și conectându-se la aglomerația toulousană pe malul stâng al Garonne.
Planurile directoare rutiere naționale din 1990 și 1992 au integrat principiul legăturii autorutiere printre priorități, fiind motivate de necesitatea consolidării conexiunilor cu Spania. Lungimea infrastructurii de realizat a fost estimată la 57 km, corespunzând distanței dintre Portet-sur-Garonne și Pamiers.
Proiectul avea și scopul de a contribui la emergența unui itinerar alternativ la valea Rhône pentru a facilita accesul către sudul Europei și de a stimula dezvoltarea turismului regional. Acest ultim aspect a fost unul dintre cele patru obiective majore identificate pentru justificarea realizării autostrăzii în dosarul de anchetă prealabil declarației de utilitate publică din 1994, alături de:
- Finalizarea legăturii internaționale Paris - Limoges - Toulouse - Spania,
- Securizarea și modernizarea drumului național,
- Reducerea izolării departamentului Ariège[6].

Proiectul a fost lansat oficial în 1994. Declarația de utilitate publică a fost emisă în 1996, prin decret datat 29 iulie.
Traseul definitiv a fost stabilit în cele din urmă la începutul anului 1998: cele două opțiuni de conectare la autostrada A64 la sud și la nord de Muret au fost abandonate în favoarea opțiunii Lauragais.

### Construcție și inaugurare
Lucrările la autostradă au început la începutul verii 1999. Costul șantierului a fost estimat atunci la 1,9 miliarde de franci.
Proiectul inițial prevedea excavarea a 4 milioane de m³ și realizarea a 4,6 milioane de m³ de umpluturi/terasamente, însă, în final, volumele efective au fost de 5,65 milioane de m³ și respectiv 5,33 milioane de m³.
Inițial, erau prevăzute două semi-noduri rutiere (Pamiers, Mazères) și o zonă de odihnă. Totuși, sub presiuni politice și datorită unui sprijin financiar important din partea Consiliului General al Haute-Garonne și a aleșilor locali, un al treilea nod rutier la Nailloux, inițial planificat pentru o etapă ulterioară, a fost adăugat programului inițial. În plus, orașul Pamiers a contribuit la finanțarea nodului său rutier sudic.
O mare parte din materialele excavate pentru realizarea umpluturilor/terasamentelor au fost înlocuite prin amenajarea unor zone lacustre în apropiere de Mazères, de o parte și de alta a drumului. Utilizarea inovatoare a geonapelor tridimensionale pentru combaterea eroziunii versanților a fost remarcată.
Lucrările au fost realizate conform calendarului inițial prevăzut. Șantierul a mobilizat până la 800 de muncitori. Căile de rulare și instalațiile fixe au fost finalizate în 2001.
Autostrada a fost inaugurată pe 27 februarie 2002, în cursul dimineții, iar circulația a fost deschisă în aceeași zi, la 16:30. În final, compania ASF a investit 234,1 milioane de euro pentru construcția sa.

## Traseu
| De la A61 până la ieșirea 4b; secțiune cu taxă în sistem închis, concesionată companiei ASF.                                                        |                                                                                           |             |
| Intersecție | Nod rutier între A61 și A66: Toulouse; Montpellier, Carcassonne.                          | A61 E09 E80 |
| A66 E09 |                                                                                           |             |
| 1 - Nailloux | Orașe deservite: Auterive, Montgiscard, Nailloux.                                         |             |
| | Trecerea din departamentul Haute-Garonne în departamentul Ariège.                         |             |
| | Viaductul Hers Vif.                                                                       |             |
| | Zone de odihnă: Rosefond (sens Toulouse > Andorra); Mazères (sens Andorra > Toulouse).    |             |
| 2 - Mazères - Saverdun | Orașe deservite: Auterive, Saverdun, Mazères.                                             |             |
| | Punctul de taxare Pamiers.                                                                |             |
| 3 - Pamiers nord | Oraș deservit: Pamiers-nord (nod rutier parțial).                                         | RD820       |
| 4/4b - Z.A. du Pic | Zonă deservită: Z.A. du Pic (nod rutier parțial).                                         |             |
| De la ieșirea 4b până la ieșirea 4a; secțiune gratuită, concesionată companiei ASF.                                                                 |                                                                                           |             |
| 4a - D820 | Oraș deservit: Toulouse (nod rutier parțial).                                             | RD820       |
| A66 E09 |                                                                                           |             |
| De la ieșirea 4a până la terminusul provizoriu; secțiune gratuită, neconcesionată, având statut de drum expres (RN20), gestionată de DIR Sud-Ouest. |                                                                                           |             |
| RN20 E09 |                                                                                           |             |
| 5 - Pamiers centre | Orașe deservite: Belpech, Pamiers-centru (nod rutier parțial).                            |             |
| 6 - Pamiers sud | Orașe deservite: Lavelanet, Mirepoix, Pamiers, Pamiers-sud.                               |             |
| 7 - Verniolle | Orașe deservite: Carcassonne, Mirepoix, Varilhes, Verniolle, Parcul tehnologic Delta Sud. |             |
| 8 - Varilhes | Oraș deservit: Varilhes (nod rutier parțial).                                             |             |
| 9 - Saint-Jean-de-Verges | Orașe deservite: Saint-Jean-de-Verges, Saint-Jean-de-Verges-Centre hospitalier.           |             |
| 10 - Foix nord | Orașe deservite: Tarbes, Foix, Saint-Girons, Saint-Jean-de-Verges, Z.A. Foix Nord.        |             |
| | Tunelul Foix.                                                                             |             |
| 11 - Foix sud | Orașe deservite: Tarbes, Foix, Saint-Girons, Montgailhard.                                |             |
| 12 - Saint-Paul-de-Jarrat | Orașe deservite: Perpignan, Lavelanet, Saint-Paul-de-Jarrat, Montgailhard.                |             |
| | Viaductul Ariège (caracteristici reduse la 2x1 benzi).                                    |             |
| 13 - Montoulieu | Orașe deservite: Prayols, Montoulieu.                                                     |             |
| 14 - Mercus-Garrabet | Orașe deservite: Arignac, Mercus-Garrabet, Mercus-Garrabet-Amplaing.                      |             |
| RN20 E09 |                                                                                           |             |